# Europäisches Amt für Zusammenarbeit
Das Europäische Amt für Zusammenarbeit (EuropeAid) war eine der Generaldirektionen der Europäischen Kommission.  Es verwaltete die Außenhilfeprogramme der Europäischen Union und gewährleistete weltweit die Bereitstellung der Entwicklungshilfe der EU. Es ging um 1. Januar 2015 in der Generaldirektion Internationale Zusammenarbeit und Entwicklung (DEVCO) auf.

## Aufgaben
Hauptaufgabe des am 1. Januar 2001 gegründeten Amtes war die Durchführung und Umsetzung der Außenhilfeprogramme der Europäischen Kommission. Ziel war, Hilfe schnell und wirksam zur Verfügung zu stellen.
Das Amt e unter der Leitung von Kommissar Neven Mimica, zuständig für Internationale Zusammenarbeit und Entwicklung. Zudem arbeitete das Amt auch eng mit dem Kommissar für humanitäre Hilfe und Krisenschutz, Kristalina Georgiewa, zusammen. Der Generaldirektor von EuropeAid, Fokion Fotiadis, war für den Einsatz der Außenhilfeinstrumente zuständig, die sowohl aus dem Haushalt der EU als auch aus dem Europäischen Entwicklungsfonds finanziert werden.
Ziel der Arbeit des Amtes für Zusammenarbeit war, durch den gezielten Einsatz von Außenhilfeinstrumenten einen Beitrag zu den Entwicklungszielen der EU und der UN-Millenniumsziele zu leisten. Außerdem stellt die EU-Außenhilfe ein Instrumentarium zur Stärkung der internationalen Rolle der EU dar. Die Europäische Union ist der weltweit größte Geber von Entwicklungshilfe.

## Umsetzung der Ziele
Bei der Umsetzung der Projekte baute das Amt auf EU-Ziele und Langzeit-Programme, wobei die Projektziele durch die Arbeit verschiedener Generaldirektionen der Kommission bestimmt werden, wie etwa durch die Generaldirektion für Entwicklung für die ACP Regionen und die Generaldirektion für andere Regionen in der Welt.
Dabei versuchte das Amt auf verschiedene Arten, je nach Bedarf, Hilfe bereitzustellen, wie zum Beispiel Budgethilfe oder sektorbezogene Hilfe. Dazu gehört unter anderem der „Europäische Entwicklungsfonds für die AKP-Staaten“. Rund 150 Länder, Regionen und Organisationen erhalten über die EU-Außenhilfe eine Unterstützung. Darunter sind unter anderem die Länder des Westbalkan oder ehemalige Sowjetrepubliken. Das Europäische Amt für Zusammenarbeit publiziert ebenso Richtlinien und Evaluierungsberichte über die geleisteten Hilfsprojekte. EuropeAid ist verpflichtet, über seine Aktivitäten in angemessener Weise Auskunft und transparente Berichterstattung über die Aktivitäten, die Projektergebnisse und den Einsatz der Ressourcen zu geben.

## Kooperation
Bei der Durchführung der Außenhilfeprogramme stimmte man sich eng mit den Partnern ab, um die Kohärenz, Komplementarität und Koordinierung der Maßnahmen sicherzustellen. Ziel ist es, die Außenhilfe so wirksam wie möglich zu gestalten. Dabei kam der Zivilgesellschaft, internationalen Organisationen und den Regierungen der EU-Mitgliedstaaten eine wichtige Rolle zu.

## Weblink
- Offizielle Website